# Richard Hickox
Richard Sidney Hickox CBE (* 5. März 1948 in Stokenchurch, Buckinghamshire; † 23. November 2008 in Swansea, Südwales) war ein britischer Dirigent. Er galt als Spezialist für Barockopern und später auch für englische Musik.

## Leben
Nachdem Hickox in einem musikalisch geprägten Elternhaus aufwuchs – sein Vater war Pfarrer und Leiter des örtlichen Kirchenchors, seine Mutter Pianistin –, studierte er zwischen 1966 und 1967 Orgel und Dirigieren an der Royal Academy of Music in London und beabsichtigte zunächst eine Laufbahn als Kirchenmusiker. 1967 erhielt er ein Stipendium am Queens’ College Cambridge, wo er vermehrt dirigierte und 1970 sein Studium erfolgreich abschloss.
Nach dem Studium gründete er die Richard Hickox Singers & Orchestra und 1971 die City of London Sinfonia. Von 1982 bis 1990 war er künstlerischer Leiter der Northern Sinfonia, daneben arbeitete er mit Orchestern wie dem London Symphony Orchestra oder dem Bournemouth Symphony Orchestra. 1990 gründete er zusammen mit Simon Standage das Barockorchester Collegium Musicum 90, das sich ganz der historischen Aufführungspraxis verschrieben hatte, und widmete sich zunehmend der englischen Musik, wie den Werken Percy Graingers und Frank Bridges oder den Sinfonien von Michael Tippett, Edmund Rubbra, Malcolm Arnold, William Alwyn und Ralph Vaughan Williams. Außerdem spielte er verschiedene Werke von Max Bruch ein.
1997 gewann er den Grammy Award für die beste Operneinspielung mit Benjamin Brittens Peter Grimes. Seit Herbst 1999 war er Chefdirigent des BBC National Orchestra of Wales, ab 2005 musikalischer Leiter der Opera Australia in Sydney. Als Gastdirigent war Hickox in Japan, in den USA und in ganz Europa tätig.
Nach Aufnahmen mit dem BBC National Orchestra of Wales erlag Hickox unerwartet im Alter von 60 Jahren in einem Hotel in Swansea einem Herzversagen.